# Крылов, Гурий Петрович
Гурий Петрович Крылов — советский хозяйственный, государственный и политический деятель, Герой Социалистического Труда.

## Биография
Родился в 1929 году на территории современной Владимирской области. Член КПСС.
С 1945 года — на хозяйственной, общественной и политической работе. В 1945—1989 гг. — слесарь-инструментальщик вагоноремонтного пункта, мастер леспромхоза, помощник мастера на ткацкой фабрике, бригадир комплексной бригады строительного управления № 454 треста «Дальморгидрострой» Министерства транспортного строительства СССР в городе Находка Приморского края.
Указом Президиума Верховного Совета СССР от 2 августа 1982 года за выдающиеся производственные успехи при строительстве жилых домов, объектов промышленного и культурно-бытового назначения в городе Находке присвоено звание Героя Социалистического Труда с вручением ордена Ленина и золотой медали «Серп и Молот».
Избирался депутатом Верховного Совета СССР 8-го и 9-го созывов.
Умер в Находке в 1997 году.